# Buchanania
Buchanania és un gènere de plantes Anacardiàcies.
Les espècies inclouen:
- Buchanania amboinensis Miq. – planta nativa de Papua Nova Guinea[1]
- Buchanania arborescens (Blume) Blume – Satinwood o Lightwood, nativa de Taiwan, Cambodja, l'Índia, Indonèsia, Laos, Myanmar, les Filipines, Tailàndia, Vietnam, Papua Nova Guinea les Illes Solomon  i Austràlia.[2]
- Buchanania barberi
- Buchanania heterophylla K.Schum. –[1]
- Buchanania insignis Blume –[3]
- Buchanania lanceolata
- Buchanania lanzan Spreng. – chirauli-nut, native to India and Malaysia[4]
- Buchanania latifolia Roxb. – chirauli-nut,[5]
- Buchanania macrocarpa Lauterb. –[1]
- Buchanania mangoides F.Muell. –[6]
- Buchanania microphylla Engler –[2]
- Buchanania obovata Engl. – Green Plum, nativa d'Austràlia[6]
- Buchanania oxillaris de l'illa de Lanka.
- Buchanania papuana C.T.White –[1]
- Buchanania platyneura
- Buchanania sessilifolia
- Buchanania solomonensis Merr. & L.M.Perry – native to Papua New Guinea[1]
- Buchanania splendens
- Buchanania versteeghii Merr. & L.M.Perry –[1]
- Buchanania vitiensis Engl.
- Buchanania yunnanensis C. Y. Wu nativa de la Xina[2]